# Lacus Luxuriae
Lacus Luxuriae (Latijn voor: 'meer van de luxe') is een maanzee. Het is een vlak gebied met lage albedo op de achterkant van de Maan. Het bevindt zich ten zuidzuidoosten van de maankrater Buys-Ballot, waarvan de vloer eveneens een lage albedo heeft, alsook een langwerpige centrale piek, hetgeen aantoont dat het ingeslagen object dat verantwoordelijk was voor de vorming van de krater onder een vlakke hoek op de Maan terecht kwam.
Lacus Luxuriae vormt samen met Lacus Oblivionis en Lacus Solitudinis drie meren op de achterkant van de Maan.